# Konrad Tallroth
Konrad Tallroth (12 de noviembre de 1872 – 27 de enero de 1926) fue un actor, director y guionista cinematográfico de nacionalidad finlandesa, activo en la época del cine mudo.

## Biografía
Nacido en Nurmo, Finlandia, era hijo de un sacerdote. Tallroth fue impulsor del teatro en lengua sueca en Finlandia, así como un pionero de la industria cinematográfica de su país. Inició su carrera en 1893 en el teatro Suomalainen, pasando a actuar en 1896 en diferentes teatros suecos, trabajando en el Svenska Teater de Turku (1896–1904, 1907–1910) y en el Teatro Sueco de Helsinki (1904–1907, 1910–1926). Tallroth mostró rápidamente su habilidad con papeles protagonistas, actuando en obras como Daniel Hjort, Hamlet y Otelo, siendo uno de los pilares teatrales de la ciudad de Turku. Destacaron sus papeles en las obras de August Strindberg Dödsdansen y Till Damaskus.
En 1916 Tallroth trabajó seis meses para la productora sueca Svenska Biografteatern (posteriormente llamada SF Studios), en Lidingö, Suecia, donde dirigió ocho películas. Se conservan copias de dos de ellas.
Konrad Tallroth falleció en 1926 en Helsinki, Finlandia.

## Filmografía (selección)

### Actor
- 1916 : Millers dokument
- 1917 : Vem sköt?
- 1917 : Skuggan av ett brott
- 1917 : Paradisfågeln
- 1917 : Allt hämnar sig
- 1917 : Sin egen slav
- 1926 : Fänrik Ståls sägner-del II

### Director
- 1916 : Millers dokument
- 1917 : Skuggan av ett brott
- 1917 : Paradisfågeln
- 1917 : Allt hämnar sig
- 1917 : Chanson triste
- 1917 : Miljonarvet
- 1917 : Sin egen slav
- 1917 : Vem sköt?

### Guionista
- 1917 : Sin egen slav

## Teatro
- 1905 : Espectros, de Henrik Ibsen, Svenska Teatern[2]